# Holton (Kansas)
Holton és una població dels Estats Units a l'estat de Kansas. Segons el cens del 2000 tenia 3.353 habitants.

## Demografia
Segons el cens del 2000, Holton tenia 3.353 habitants, 1.396 habitatges, i 862 famílies. La densitat de població era de 528,4 habitants/km².
Dels 1.396 habitatges en un 28,6% hi vivien nens de menys de 18 anys, en un 47,6% hi vivien parelles casades, en un 11% dones solteres, i en un 38,2% no eren unitats familiars. En el 34,8% dels habitatges hi vivien persones soles el 19,8% de les quals corresponia a persones de 65 anys o més que vivien soles. El nombre mitjà de persones vivint en cada habitatge era de 2,24 i el nombre mitjà de persones que vivien en cada família era de 2,88.
Per edats la població es repartia de la següent manera: un 23,3% tenia menys de 18 anys, un 8% entre 18 i 24, un 25% entre 25 i 44, un 19,3% de 45 a 60 i un 24,4% 65 anys o més.
L'edat mediana era de 41 anys. Per cada 100 dones de 18 o més anys hi havia 76,6 homes.
La renda mediana per habitatge era de 31.866 $ i la renda mediana per família de 44.591 $. Els homes tenien una renda mediana de 32.241 $ mentre que les dones 24.006 $. La renda per capita de la població era de 17.459 $. Entorn del 8,1% de les famílies i l'11,3% de la població estaven per davall del llindar de pobresa.

## Poblacions més properes
El següent diagrama mostra les poblacions més properes.